# BRP Gregorio Velasquez (AGR 702)
Le BRP Gregorio Velasquez (AGR 702) (anciennement RV Melville et construit à l'origine sous le nom de USNS Melville (T-AGOR-14) pour l'US Navy) était un navire océanographique exploité par l'Institut d'océanographie Scripps à des fins de recherche océanographique En tant que RV Melville, il s’agissait du plus ancien navire actif de la flotte de recherche universitaire, connu sous le nom de University-National Oceanographic Laboratory System (UNOLS). Le 17 novembre 2015, le gouvernement américain a confirmé que le Melville serait transféré à la Marine philippine en tant qu'articles excédentaires de défense. Le navire a été officiellement transféré aux Philippines le 28 avril 2016 et mis en service actif à la même date.

## Construction
Le deuxième navire ainsi nommé par la marine, Melville (AGOR 14), a été construit le 12 juillet 1967 par la Defoe Shipbuilding Company de Bay City (Michigan), lancé le 10 juillet 1968. Il était parrainé par Marguerite "Peg" Kletchka Cederberg, épouse du membre du Congrès Elford Cederberg. Il a été achevé et livré à l'US Navy le 1er août 1969, pour être attribué au service du Military Sealift Command sous le nom de USNS Melville (T-AGOR 14) affrété pour l'Institut d'océanographie Scripps.
Bien que souvent classé comme navire de recherche océanographique de classe Robert D. Conrad, le navire a une apparence, une conception et une taille totalement différentes, à l'apparence générale, à la configuration et, plus distinctement, à des systèmes de propulsion et à des capacités complètement différentes. Le système original du RV Melville était un système cycloïdal à propulsion modifié plus tard en un système avancé de moteurs électriques diesel jumeaux de 1.385 cv avec un propulseur azimutal rétractable de 900 cv permettant au navire de se déplacer à 360° sous les moteurs principaux, tandis que celui de Classe Conrad était à simple vis diesel-électrique avec propulseur d'étrave rétractable.
Le navire jumeau du RV Melville est le RV Knorr, plus connu pour être le navire qui a localisé l'épave du Titanic en 1985, qui avait également été lancé en 1968. Le RV Melville a été nommé en l'honneur de George W. Melville, explorateur pionnier de l'Arctique et contre-amiral de la marine américaine.
Un équipage de 23 personnes maintient le navire opérationnel et jusqu'à 38 scientifiques peuvent être accueillis aux fins de l'expédition scientifique.

## Historique opérationnel
Au cours d'une carrière qui en est maintenant à sa quatrième décennie, le RV Melville a sillonné presque tous les océans du monde à la recherche de connaissances scientifiques. Modernisé au début des années 1990, sa coque a été allongée, ce qui a porté son déplacement à 2 670 tonnes (à pleine charge) et un nouveau système de propulsion a été installé.

### Rôle dans le film King Kong de 1976
Il a été utilisé dans le film King Kong de 1976, avec Jessica Lange et Jeff Bridges. Il était utilisé spécifiquement en raison de son entraînement de propulsion hypoïde (à cette époque), qui lui permettait de se déplacer latéralement. Ce type d’entraînement est utilisé, sur les navires de recherche, pour rester à la mer dans les sites de forage et de carottage.

## Transfert dans la marine philippine
Le 17 novembre 2015, la Maison-Blanche a confirmé que le RV Melville et l'USCGC Boutwell seraient transférés à la marine philippine en tant qu'articles excédentaires. Le 29 avril 2016, le navire a été officiellement transféré à la marine philippine lors d'une cérémonie à San Diego, en Californie . Le navire a été renommé BRP Gregorio Velasquez , d'après un scientifique national des Philippines, et s'est vu attribuer le numéro de fanion AGR-702. Le navire devrait fournir à la marine philippine des capacités de levé hydrographique et de recherche maritime.

## Galerie

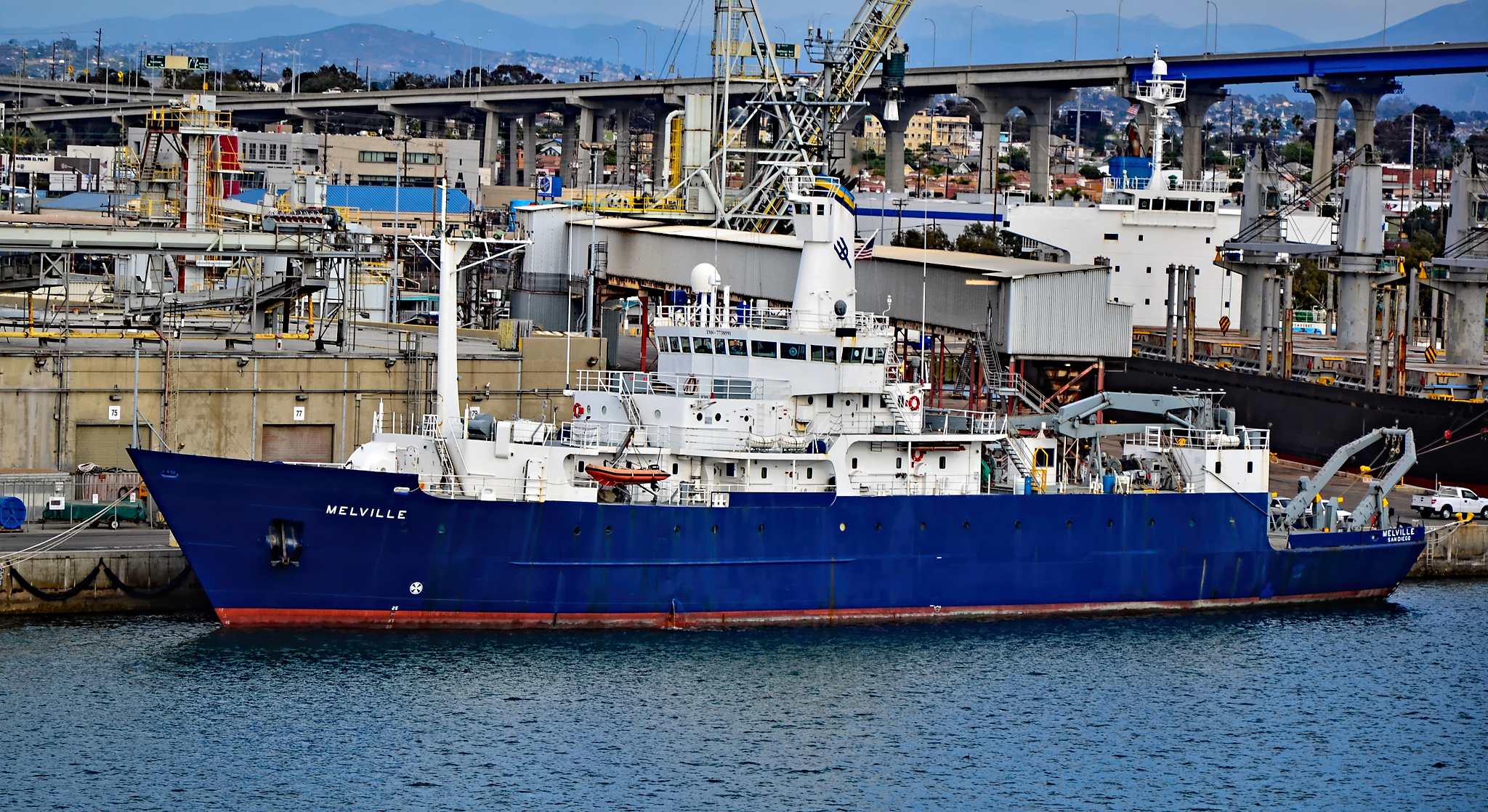
RV Melville
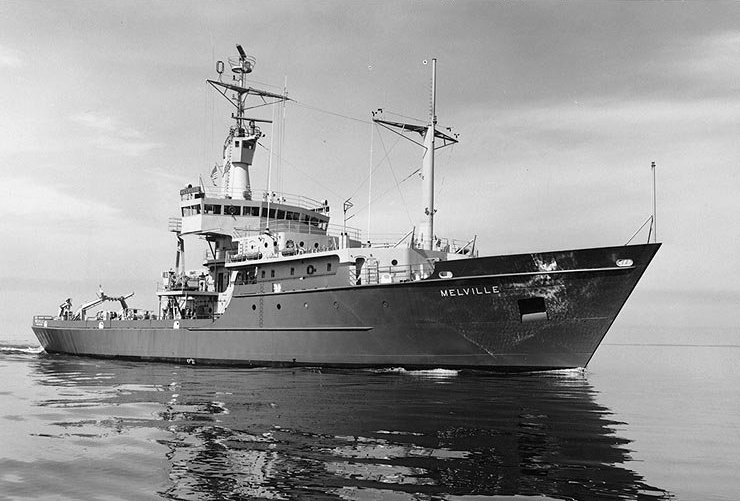
USNS Melville (T-AGOR-14)

### Note et référence
- (en) Cet article est partiellement ou en totalité issu de l’article de Wikipédia en anglais intitulé « BRP Gregorio Velasquez (AGR 702) » (voir la liste des auteurs).